# C-802

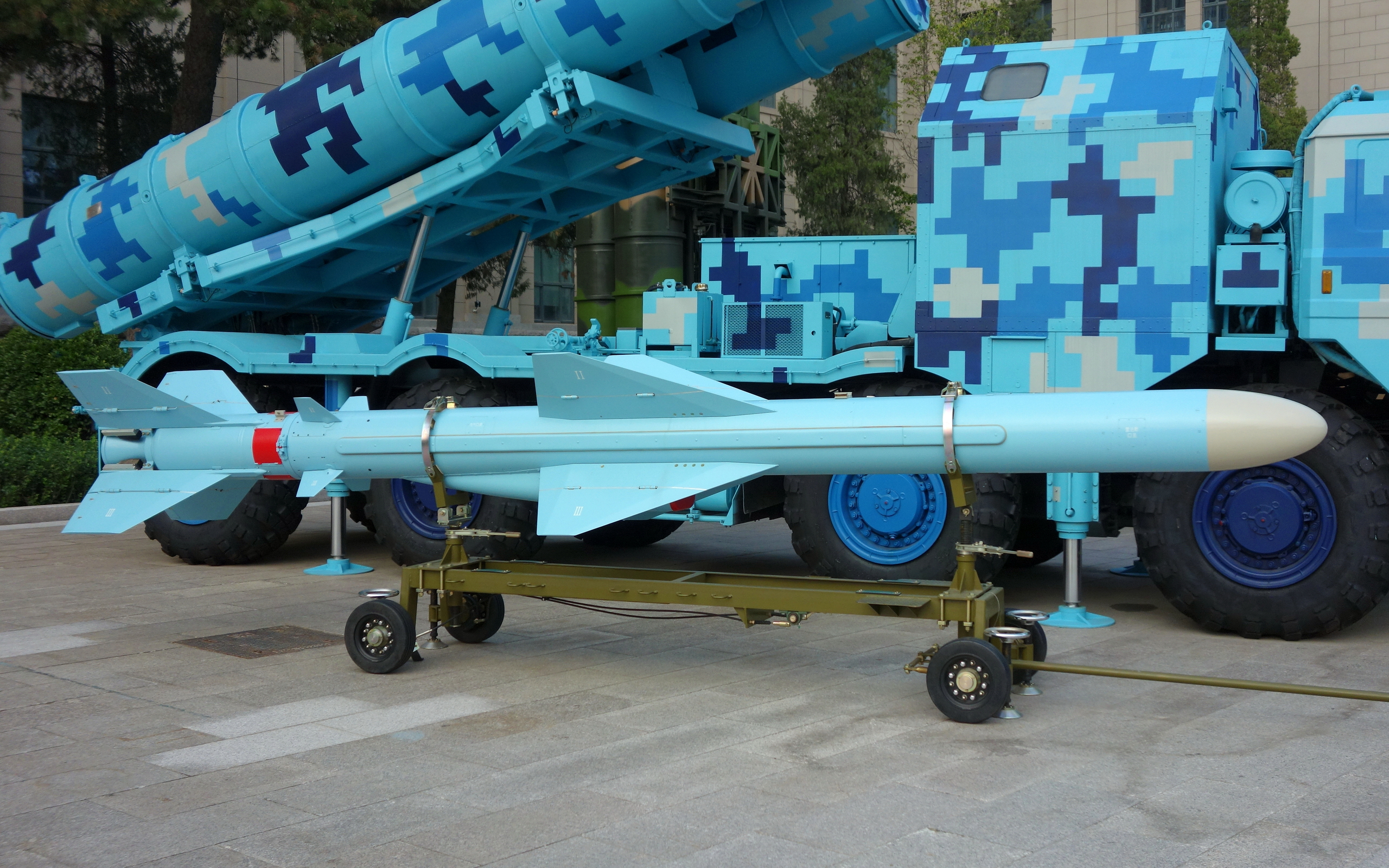
YJ-83J

C-802는 중국의 대함 미사일이다. 중국판 하푼 미사일에 해당한다. 미국의 하푼급과 동일한 무게 715 kg, 사거리 120 km, C-802A 180 km이다. 미국의 하푼, 러시아의 하푼스키와 동일하게 함대함, 지대함, 공대함의 세가지 버전이 모두 개발되었다.
이란에 수출되어 누르 미사일이 되었다.

## 조선민주주의인민공화국
조선민주주의인민공화국이 중국판 하푼인 C-802나 이란판 하푼인 누르 미사일을 도입했다는 보도는 없다. 그러나, 서해상에서 자주 발사하는 조선민주주의인민공화국의 공대함 미사일에 대해 의견이 분분하다.
2005년 조선민주주의인민공화국은 무기 구매 담당자들을 중화민국과 싱가포르 등에 보내 하푼 미사일의 수입을 타진했다. 2006년 이란은 중국산 하푼인 C-802를 개량한 누르 미사일의 시험발사에 성공했다. 사거리는 최대 200 km라고 보도되었다. 수호이24 공격기 또는 F-4 팬텀 전투기에서 발사된다.
2008년 10월 7일 조선인민군은 서해상에서 공대함 미사일을 시험발사했다. 한국군은 안토노프 An-2기로 사거리 40 km인 스틱스 미사일을 발사했다고 추측했다. 그러나, 전문가들은, 스틱스 미사일은 2톤짜리 대형 미사일이라서, 소형 프로펠러기인 안토노프 An-2기에는 탑재할 수 없을 것이며, 일류신 Il-28 폭격기가 더 설득력이 있을 것이라고 보았다.
2011년 8월, 김정일이 아비아 자보드를 방문했다. 언론에서는 수호이 전투기 판매를 러시아에 요청했다고 하는데, 아비아 자보드에서 생산하는 수호이기는 수호이25 공격기 뿐이다.
2011년 10월, 11월, 조선인민군은 서해상에서 각각 한 발씩의 공대함 미사일을 시험발사했다. 한국군은 일류신 Il-28 폭격기로 사거리 40 km인 스틱스 미사일을 발사했다고 추측했다.
어떤 언론에도, 조선인민군이 미그29나 수호이25에서 중국판 하푼인 C-802를 발사했다는 보도는 없었다. 조선인민군의 최신 전투기는 미그29이고, 최신 공격기는 수호이25이다. 한국군이 추측하고 있는 안토노프 An-2, 일류신 Il-28, 스틱스 미사일은 모두 조선민주주의인민공화국에 도입된 지 40년 정도 된 무기들이다.
소련의 스틱스 미사일은 스틱스 쇼크로 전 세계적으로 매우 유명한 대함 미사일이나, 무게가 2톤이나 되어 매우 크기 때문에, 휴대하기가 매우 어렵다. 1977년 미국에서 하푼이 실전배치된 이래, 소련은 스틱스에서 하푼스키로 대체했으며, 2011년 베트남에 수출된 최신식 러시아 호위함에도 하푼스키가 장착되었다. 즉, 러시아와 중화인민공화국에서도 무게 500–700 kg 정도인 하푼 미사일을 사용하는 것이 현재 추세이다. 미국 중국 러시아의 하푼은 지대함, 함대함, 공대함 세가지 버전이 모두 개발되어 있다.

## 사용국가
- 알제리
- 방글라데시
- 중화인민공화국
- 인도네시아
- 이란
- 파키스탄
- 미얀마
- 태국
- 리비아 - 헤즈볼라